# Ebenentechnik

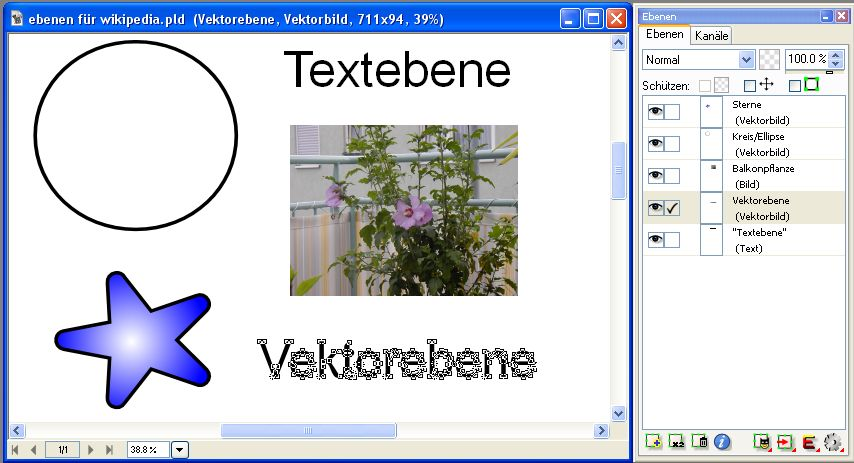
Verschiedene Ebenen in einem Grafikprogramm, nicht überlappend. Rechts daneben der Dialog zur Verwaltung der Ebenen

Bei der Ebenentechnik in der Bildbearbeitung werden Elemente des Bildes auf verschiedene Ebenen (engl. layers) verteilt. Diese lassen sich einzeln bearbeiten und auf verschiedene Weise miteinander kombinieren. Die Technik ist Standard in der Bildbearbeitung.

## Arbeiten mit Ebenen
Ebenen sind wie durchsichtige (transparente) Glasscheiben mit Bildern, die übereinander gelegt wurden. Die einzelnen Ebenen fungieren als durchsichtige Glasbilder, die einzeln bearbeitet werden können. Durch die transparenten Bereiche der einzelnen Ebene bleiben die darunter liegenden Ebenen sichtbar.
Es wird beispielsweise auf einem Grundbild, welches als Hintergrund verwendet wird, eine Ebene aufgelegt, worauf man einen Schriftzug erstellen kann. Dadurch, dass die Ebene wie eine Folie durchsichtig ist, erscheint dem Betrachter das Hintergrundbild und der Schriftzug als ein einziges Bild.
In Werbeagenturen kommt die Ebenentechnik häufig zur Anwendung. So kann man auf ein Hintergrundbild, z. B. die Haut eines menschlichen Körpers, ein Tigerfell oder ein Zebrafell auflegen, um einen Verfremdungseffekt zu erzielen.
Auch Collagen sind mit der Ebenentechnik möglich. So wird beispielsweise ein Palmenstrand als Hintergrundbild gewählt, darauf legt man eine durchsichtige Folie (Ebene) und fügt auf diese Ebene beispielsweise einen Strandkorb ein. Auf einer neuen Ebenenfolie kann dann beispielsweise ein spielendes Kind eingefügt werden, wiederum auf einer neuen Folie ein Hund und wieder auf einer weiteren Folie ein Werbeslogan. Diese Elemente können auch später noch frei bewegt werden.
Die Ebenentechnik ist vielfältig nutzbar – das Prinzip bleibt immer gleich. Die unterste Ebene in dem Ebenenstapel (Ebenenpalette) nennt sich Hintergrundebene und wird durch Aktionen auf anderen Ebenen nicht verändert, sondern dient als Grundlage für die Bearbeitungen. Es wird also eine neue Ebene aus dem Hintergrundbild mittels Kopie angelegt. Auf dieser neuen Ebene kann man seiner Kreativität freien Lauf lassen.
Neben den normalen Bildebenen gibt es noch eine Reihe weiterer Ebenentypen, die jeweils Spezialaufgaben übernehmen.
Für jede Ebene (außer der Hintergrundebene) lässt sich die Formel für das Alpha Blending festlegen. Man kann beispielsweise einstellen, die Bildpunkte einer Ebene nur dann anzuwenden, wenn sie heller sind, oder nur die Helligkeit einer Ebene zu übernehmen.
Am Ende der Arbeit können alle Ebenen zu einem Bild zusammengefügt werden oder das Bild mitsamt der Ebenen in einem entsprechenden Dateiformat (z. B. PSD) gespeichert werden. Letzteres erlaubt, auch später noch die durch Ebenen ermöglichten Anpassungen vorzunehmen.

## Vorteile der Ebenentechnik
- Die einzelnen Ebenen können unabhängig voneinander bearbeitet werden
- Es kann beliebig experimentiert werden um den gewünschten Effekt zu erzielen
- Einzelne Ebenen können ausgeblendet bzw. eingeblendet werden
- In einzelnen Bereichen eines Bildes können Farben verändert werden
- Innerhalb eines Bildes können Bereiche ausgeblendet bzw. verändert werden

## Ebenentypen
- Rasterebenen
  - Bildebenen enthalten Bildteile und Fragmente in Pixelform
  - Füllebenen enthalten eine Farbe, einen Farbverlauf oder ein Muster.
- Masken legen die Deckfähigkeit der darunterliegenden Ebenen anhand der Helligkeit des jeweiligen Bildpunkts in dieser Ebene fest
- Einstellungsebenen (auch Anpassungsebenen) dienen der Feinabstimmung beispielsweise der Farben, Sättigung und Helligkeit von darunter liegenden Ebenenfolien; die Stärke der Anpassung kann wie bei Maskenebenen für jeden Bildpunkt einzeln festgelegt werden
- Ebenengruppen gruppieren Ebenen, z. B. um die Reichweite von Masken und Anpassungsebenen auf die anderen Ebenen der Gruppe zu beschränken oder vor Verwendung eines speziellen Alpha Blendings Ebenen mit dem normalen Blendings-Algorithmus zusammenzufassen
- Vektorebenen bleiben beim Vergrößern des Bildes gestochen scharf, da sie Formen beschreiben, die für beliebige Bildgrößen berechnet werden können
  - Textebenen dienen zum Erstellen von Textelementen auf Vektorbasis
  - Formebenen dienen zum Erstellen von Formen auf Vektorbasis

Die Unterscheidung zwischen den Untertypen von Raster- und Vektorebenen wird nicht in jedem Programm gemacht. Auch finden sich nicht alle Ebenentypen in allen Programmen.

## Populäre Programme, die Ebenentechnik beherrschen
- Adobe Photoshop & Photoshop Elements
- CorelDRAW Graphics Suite
- Enhance (Mac OS)
- GIMP
- Krita
- Luminar Neo
- MyPaint
- PhotoLine
- Paint.NET
- Paint Shop Pro
- Pinta
- Serif Affinity Photo